# Jeannine Blomme
Jeannine Blomme (Brussel, 25 januari 1936 - 22 februari 1997) was een Belgisch senator.

## Levensloop
Blomme werd als accountant werkzaam bij het Fonds voor Schoolgebouwen. Van 1962 tot 1965 werkte ze ook als kabinetsmedewerker bij ministers van Onderwijs Victor Larock en vervolgens Henri Janne.
Ze was tevens politiek actief voor de PS en werd voor deze partij verkozen tot gemeenteraadslid van Sint-Agatha-Berchem, waar ze van 1977 tot 1994 schepen was. 
Van 1987 tot 1991 zetelde Blomme eveneens in de Belgische Senaat als gecoöpteerd senator.

## Bron
- Laureys, V., Van den Wijngaert, M., De geschiedenis van de Belgische Senaat 1831-1995, Lannoo, 1999.